# 오쿠다니촌 (효고현)
오쿠다니촌(奥谷村)은 효고현 중서부, 시소군에 존재했던 촌이다.
1956년, 니시다니촌과 합병해 하가정이 되었기 때문에 자치체로서는 소멸하였다.
현재 시소시 하가정의 거의 북쪽 절반에 해당한다. 구촌 구역에는 효노센우시로야마나기산국정공원이 오토미즈 치쿠사 현립 자연공원의 구역 내에 있다.

## 역사
- 1889년 4월 1일 - 정촌제 시행에 수반해 시소군 오쿠다니촌이 성립하였다.
- 1956년 9월 30일 - 니시다니촌과 합병해 하가정이 되었기 때문에 소멸하였다.